# José Luiz Guimarães Sanabio Júnior
José Luiz Guimarães Sanabio Júnior, eller bare Júnior (født 15. juni 1976), er en tidligere brasiliansk fodboldspiller (angriber).

## Karriere
Júnior har tidligere spillet for superligaklubben OB, hvor han oplevede stor succes indtil han blev solgt. I Malmö FF fik han ligeledes pæn succes, men på grund af disciplinære problemer blev han opfattet som reserve i den sidste tid af sin ansættelse, og den 31. januar 2008 skrev Junior kontrakt med FC København.
Junior havde dog haft svært ved at få tilstrækkelig spilletid i FC København, hvorfor klubben den 2. februar 2009 offentliggjorde indgåelsen af en halvårig lejeaftale med superligaklubben FC Nordsjælland om leje af Junior. Også i FC Nordsjælland opstod problemer, da Junior offentligt erklærede sig utilfreds med ikke at være fast mand i startopstillingen, hvorefter træner Morten Wieghorst undlod at bruge Junior i kampene, og lejemålet ophørte herefter. Ved udløbet af lejeperioden i sommerpausen 2009 vendte Junior tilbage til FC København, der dog ikke kunne finde anvendelse for Junior i truppen, og den 19. august 2009 offentliggjorde Randers FC, at der var indgået lejeaftale med FC København om leje af José Junior for den resterende del af 2009. 
Den 23. november 2009 blev Júnior enig med FC København om en ophævelse af sin kontrakt.. Det var derefter meningen, at Júnior skulle forlade Randers FC, som han var udlejet til ved årsskiftet, men allerede den 4. december 2009 blev Júnior bortvist fra Randers FC på grund af at han ikke ville møde op til klubbens træning. Júnior var derfor færdig i Randers FC, og vendte derefter tilbage til sit hjemland Brasilien. Her fik han i februar 2010 skrevet en ny et-årig kontrakt med Esporte Clube Vitória.